# Bolong

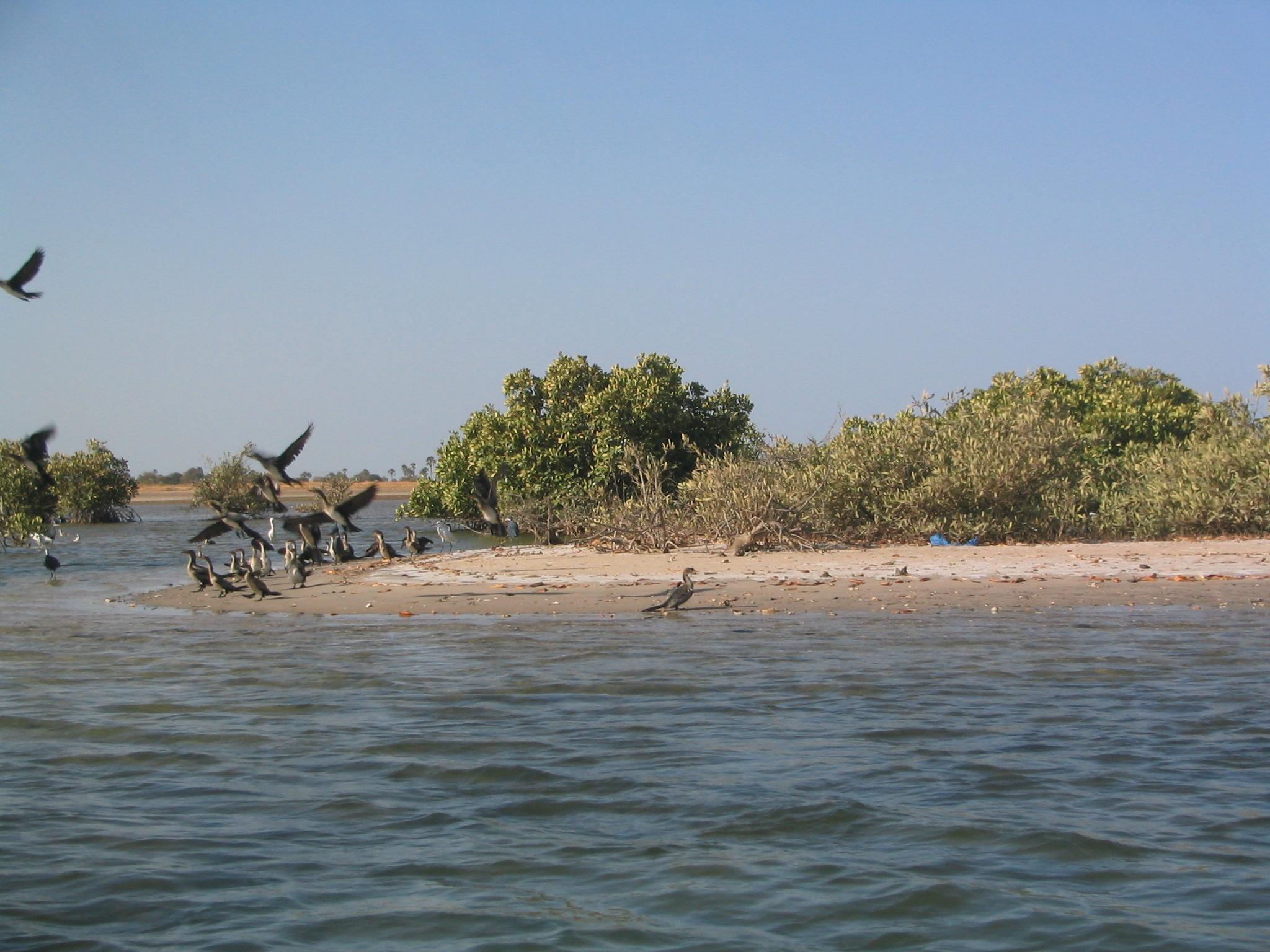
Bolong bordeado de manglares de mangles cerca de Mar Lodj, en el Sine-Saloum

Un bolong es un canal de agua salada,  característico de las zonas costeras de Senegal o Gambia, próximo a los estuarios. Estos brazos de mar —tanto efímeros como significativos e incluso referidos como pequeños afluentes— son particularmente numerosos en el Sine-Saloum y Casamance. El agua de mar se mezcla con la corriente (río Saloum, río Casamance) y están sujetos a las mareas. Los bolongs son accesibles generalmente mediante piraguas.

## Terminología
La palabra «bolong» está tomada del mandingo. Este término hidrológico prácticamente no se utiliza fuera del contexto de Senegal y Gambia. Se define en el Dictionnaire universel francophone [Diccionario Universal francófono], pero está ausente de la mayoría de grandes obras de referencia.
Sin embargo, el poeta-presidente Léopold Sédar Senghor ha contribuido en gran medida a la difusión del término bolong fuera de su país. Las ediciones de sus Poèmes definen el vocablo para iluminar al lector, cuando evoca este universo y el pujante poder sugestivo del lenguaje:

(...) ya que debo explicarme sobre mis poemas, confesaré [...] que casi todos los seres y las cosas que evocan son de mi cantón: algunos pueblos perdidos entre los tanns, los bosques, los bolong y los campos. Me basta nombrarlos para revivir el Reino de mi infancia.
puisqu’il faut m’expliquer sur mes poèmes, je confesserai [...] que presque tous les êtres et choses qu’ils évoquent sont de mon canton: quelques villages sérères perdus parmi les tanns, les bois, les bolongs et les champs. Il me suffit de les nommer pour revivre le Royaume d’enfance
Léopold Sédar Senghor

## Ecosistemas

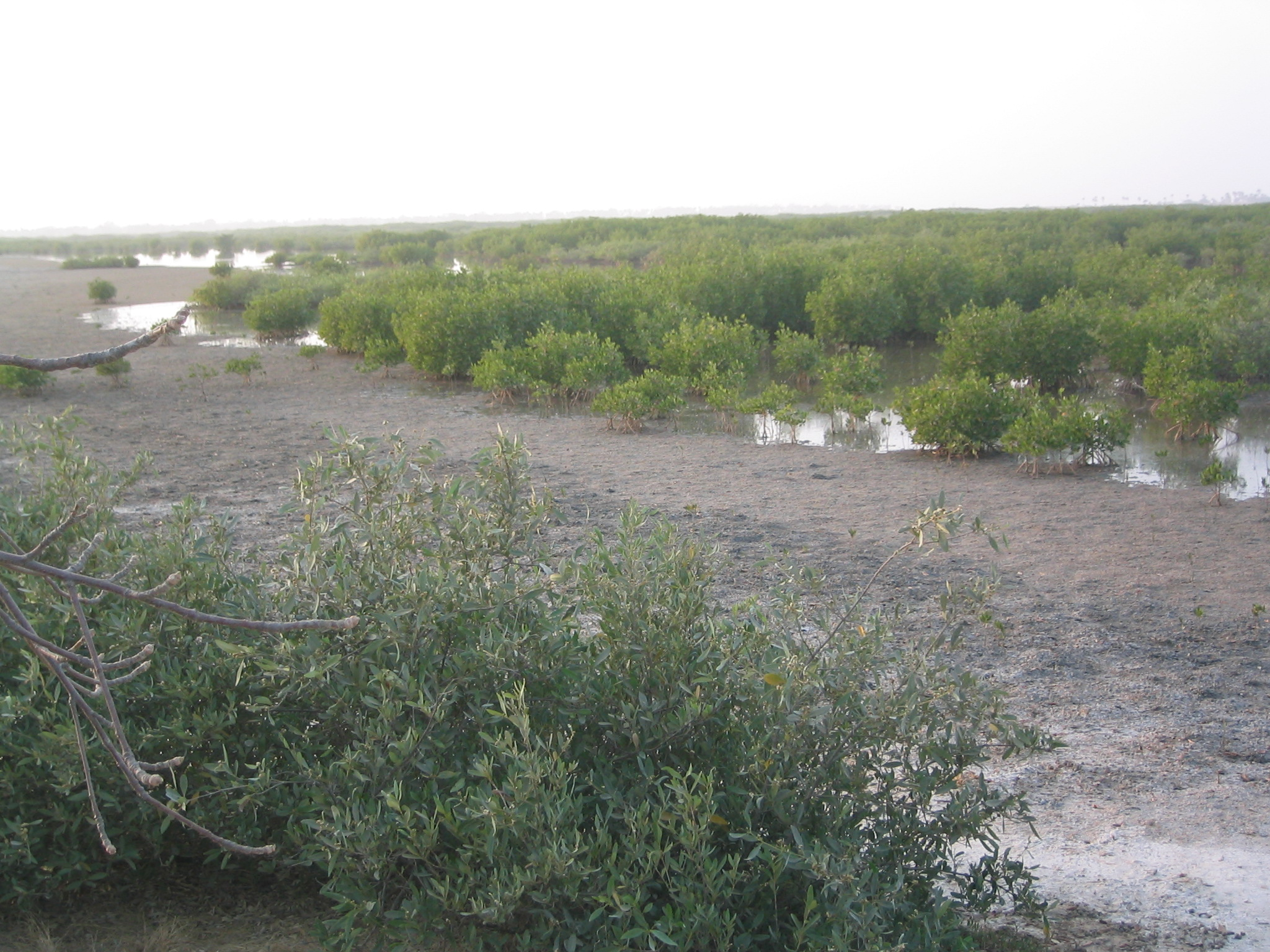
Aspecto del bolong durante la marea baja en cercanías de Mboss Dor (Senegal).

Los bolongs están por lo general llenos de manglares de mangles, recubiertos al menos parcialmente durante la marea alta, lo que explica la presencia de tannes —extensiones de tierra salada, desnudas o de escasa vegetación— y la movilidad de un paisaje laberíntico de islotes y cuerpos de agua más o menos estancados.
En general en ello se observa una gran variedad de especies de aves. Dependiendo de la estación, los mosquitos también pueden manifestarse. Algunos pequeños mamíferos también viven allí, como monos o hienas .
La población local practica en ellos la pesca. En Casamance, la mayoría de pueblos se han construido al borde de un bolong.
Presentes en varios parques y reservas nacionales de Senegal, los bolongs también desempeñan un papel importante en el desarrollo del turismo, ya que a ellos se accede con facilidad en canoa o kayak. Los campamentos se establecen en los bancos, propicios para la relajación y la observación de aves .